# Maxime Lenoir
Maxime Albert Lenoir, né  le 22 décembre 1888 à Chargé et mort le 25 octobre 1916 près d'Azannes, est un as de l'aviation français de la Première Guerre mondiale, au cours de laquelle il remporte onze victoires aériennes homologuées.

## Biographie
Lenoir entre en service en octobre 1909, au sein du 7e régiment de hussards. En 1913, il s'engage dans l'aviation et reçoit en parallèle le brevet de pilote civil no 1564, le 5 décembre, sur un Blériot.
Lenoir est en service lorsque la Première Guerre mondiale éclate. Il termine sa formation de pilote et reçoit le brevet de pilote militaire no 641, le 5 décembre 1914. Quelques semaines plus tard, il intègre l'Escadrille 18 et vole désormais sur des Caudrons. Il remporte sa première victoire en abattant un Aviatik le 5 juin 1915, puis un ballon d'observation allemand,. Lenoir suit ensuite une formation sur des monoplaces, et, début 1916, il intègre l'Escadrille N23, volant sur des Nieuports. Il remporte sa première victoire sur un chasseur ennemi le 16 mars 1916, puis huit nouvelles victoires entre fin mars et le 25 septembre, dont certaines partagées avec Jean Casale et Georges Lachmann. Il est blessé par deux fois en 1916, une fois par des shrapnels le 9 août et lors d'un combat aérien, le 25 septembre.
Il est tué au combat le 25 octobre 1916, à bord d'un SPAD VII à Herbebois près d'Azannes et du bois des Caures, bien que le secteur d'Hardaumont soit stipulé sur son acte de décès militaire . On a retrouvé l'épave de son avion mais pas le corps de Maxime Lenoir qui été porté disparu. Une note du ministère de la guerre en date du 23 mars 1926 indique toutefois qu'il aurait été enterré sur place.

## Publications
- « Mes combats » in La Guerre aérienne illustrée no 20 29 mars 1917 et suivants p. 307-394 Lire en ligne

## Honneurs et distinctions
- Chevalier de la Légion d'honneur (9 aout 1916)[5] avec pour motif la citation :

« Pilote de combat hors ligne donnant à tous le plus bel exemple d'énergie et d'abnégation. À depuis onze mois de service ininterrompu à son escadrille, livré avec succès 91 combats, rentrant fréquemment avec son avion criblé de balles. A abattu, le 4 août 1916, son sixième avion ennemi. »
- Médaille militaire (15 mars 1916)
- Croix de guerre 1914–1918 (9 citations à l'ordre de l'armée)[6]

## Hommages
L'école de Chargé porte son nom depuis le 11 Novembre 2016.